# Osieki (województwo warmińsko-mazurskie)
Osieki (niem. Ostkehmen) – wieś w Polsce położona w województwie warmińsko-mazurskim, w powiecie gołdapskim, w gminie Gołdap.
W latach 1975–1998 miejscowość administracyjnie należała do województwa suwalskiego.
Inne miejscowości o nazwie Osieki: Osieki